# François Mathieu Angot des Rotours
Pour les articles homonymes, voir Rotours.
François Mathieu Angot, baron des Rotours, est un homme politique français né le 17 janvier 1768 à Falaise et décédé le 24 mai 1858 à Corbeil (Seine-et-Oise).

## Biographie
Il est le fils de Noël François Mathieu Angot des Rotours (1739-1821), financier, premier commis au Contrôle général des finances de 1782 à 1792 (membre du comité des finances sous la Révolution). Il est le frère de l'amiral Jean Julien Angot des Rotours.
Il est élève au corps royal d’artillerie en 1789 et est promu lieutenant en sortie. Il émigre à l'armée de Condé (1792-1794) puis devient officier dans l'artillerie de la toute proche République batave (1794).
Après avoir émigré en Angleterre, il rentre en France en 1802, occupe un temps un emploi subalterne au Trésor Public avant de devenir chef de bureau de la Maison du roi Louis XVIII en 1814 et nommé chevalier de Saint-Louis.
Il devient administrateur de la manufacture des Gobelins en 1815.
Il est nommé chevalier de la Légion d'honneur . Par lettres patentes du 5 octobre 1820, il est créé baron héréditaire par Louis XVIII.
Élu député de la circonscription d’Argentan (25 février 1824-1827), il siège dans la majorité soutenant les ministères de la Restauration.
Il quitte la direction de la manufacture des Gobelins en 1833.
Il se marie le 29 mars 1828 avec Anne Gilberte Zélie Rodier (décédée aux Rotours  en 1856), fille du baron André Paul Rodier, et ont trois enfants, dont une fille mariée à Alphonse Pallu. Ils seront également les grands-parents du baron Jules Angot des Rotours.

## Sources
- « François Mathieu Angot des Rotours », dans Adolphe Robert et Gaston Cougny, Dictionnaire des parlementaires français, Edgar Bourloton, 1889-1891 [détail de l’édition]